# Lillian Metge

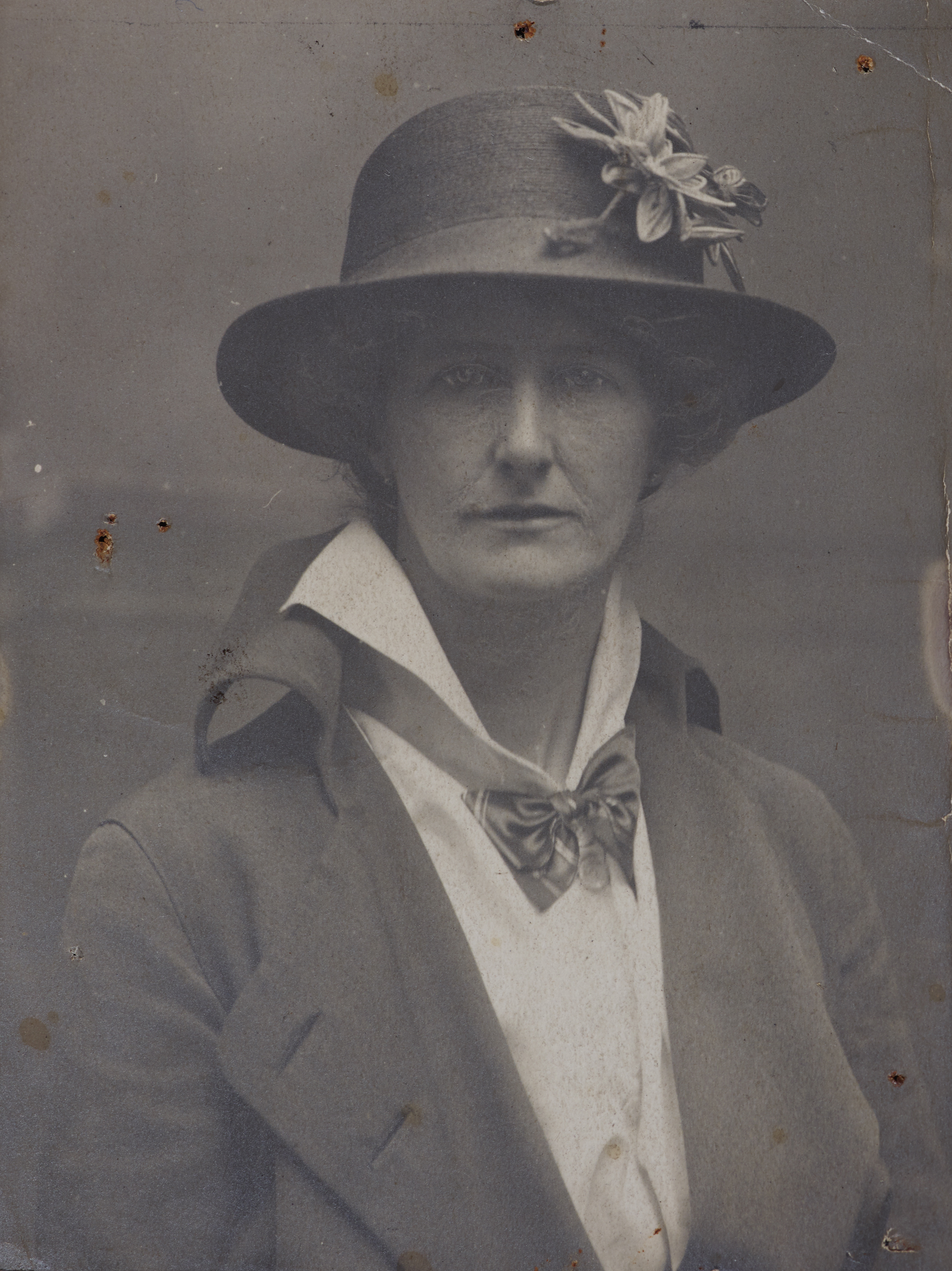
Lillian Metge, o. D.

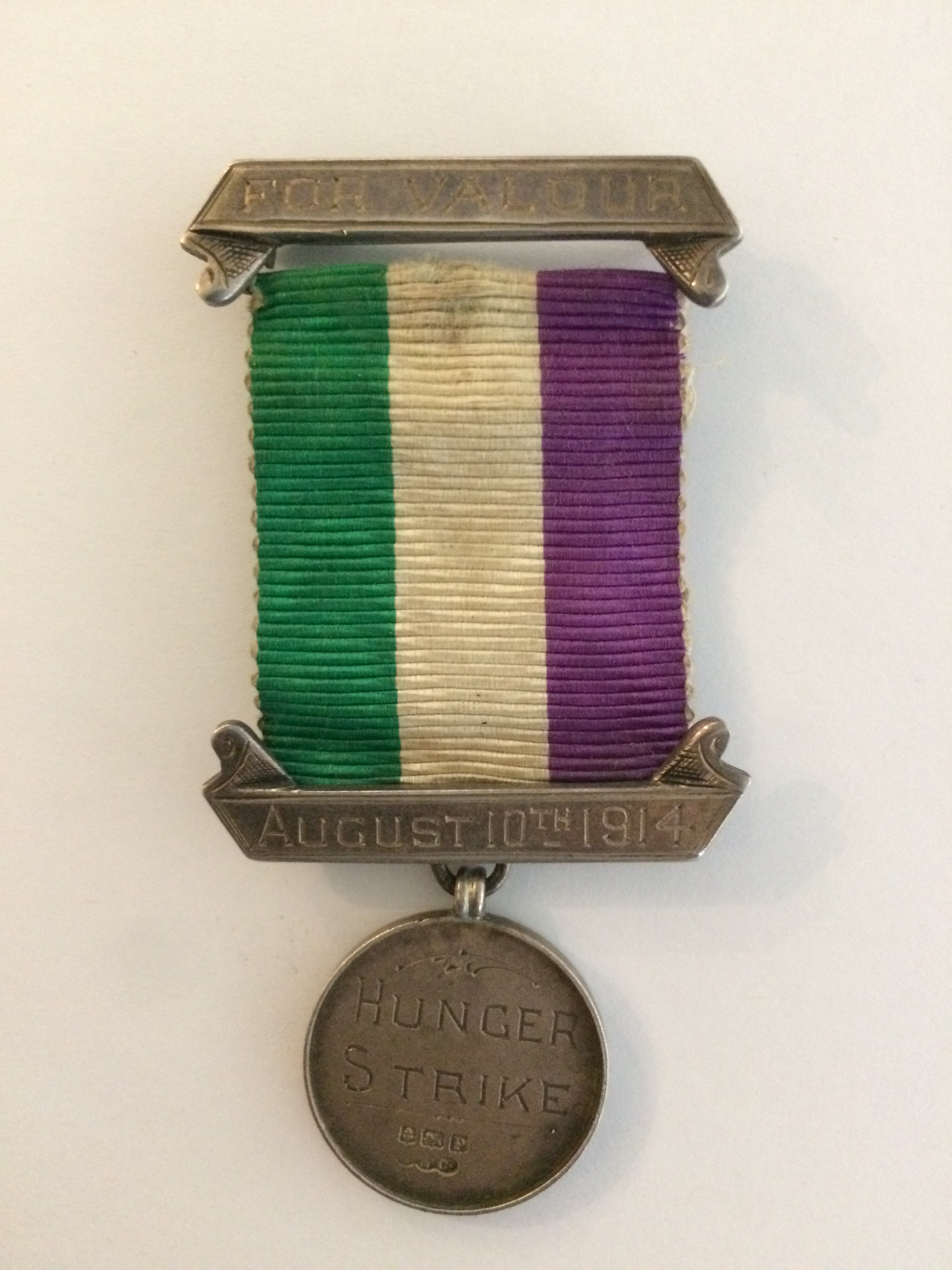
Sogenannte „Hungerstreikmedaille“ For Valour der WSPU, verliehen an Metge, 1914

Lillian Margaret Metge, geborene Grubb (* 22. Juni 1871 in Belfast, Vereinigtes Königreich Großbritannien und Irland; † 10. Mai 1954 in Dublin, Irland) war eine irische Suffragette. Sie wurde vor allem durch einen von ihr verübten Bombenanschlag im Altarraum der Kathedrale von Lisburn bekannt.

## Leben
Metge wurde als Tochter von Richard Cambridge Grubb und Harriet Richardson geboren. Sie hatte zwei Brüder, Cameron und Richard. Die Familie war wohlhabend und hatte ihr Vermögen im Leinenhandel erwirtschaftet.
Sie heiratete 1892 und wurde die zweite Frau von Kapitän Robert Henry Metge, der Abgeordneter für den Wahlkreis Meath und Friedensrichter war. Das Paar hatte zwei Töchter, Lillian Gwendoline Cole Metge, die 1920 Selbstmord beging, und Dorothy Elise Cole Metge. Robert Metge starb am 19. September 1900, bevor Metge in die militanten Suffragetten-Aktivitäten einbezogen wurde.
Bis 1921 wohnte Metge in Lisburn; nach einem kurzen Zwischenaufenthalt in Shrewsbury lebte sie dann bis zu ihrem Tod in Dublin.
Metge engagierte sich für das Frauenwahlrecht und für die Rechte der Frauen allgemein. In der Provinz Ulster fand dieses Interesse liberaler Frauen aus der Mittelschicht an sozialen Veränderungen vor dem Hintergrund der Auseinandersetzungen zwischen Nationalisten und Unionisten statt. Viele Ulsteraner waren der Ansicht, dass Frauen nicht in der Lage wären, die komplexe Politik von Ulster und Home Rule zu bewältigen, dass sie deshalb kein Wahlrecht erhalten sollten, und dass die Forderung nur von einigen wenigen Aktiven erhoben würde. Einige örtliche Frauengruppen begnügten sich damit, statt ein allgemeines Wahlrecht zu fordern, sich mit den auf Besitz beschränkten Rechten, die für Männer galten, zu begnügen. Metges Ansichten zu diesen Fragen sind nicht eindeutig überliefert.
Metge gründete die Lisburn Suffrage Society und war zu verschiedenen Zeiten deren Vorsitzende und Sekretärin. Es gab eine Reihe von irischen und Ulster-Wahlrechtsgruppen und Versuche, ihre Bemühungen zu vereinen. Metge schrieb Artikel für das Mitteilungsblatt der Irish Women’s Suffrage Federation (IWSF), den Irish Citizen, und vertrat 1913 die IWSF auf der Seventh Conference of the International Woman Suffrage Alliance in Budapest. 1913 diskutierte die IWSF, ob sie eine militante Gruppe sein sollte. Im April 1914 verließ Metge sowohl die IWSF als auch die Lisburn Suffrage Society wegen einiger „administrativer Fragen“ und hielt eine Rede, in der sie ihre Absicht erklärte, militant zu sein, da alles andere eine Schande für die Vision wäre, an die sie glaube.
Im Mai 1913 gehörte sie zu der großen Gruppe von Frauen, die König Georg V. vor dem Buckingham Palace bedrängten und Berichten zufolge von der Polizei verprügelt wurden. Im Juli 1913 wohnte sie dem Prozess gegen Dorothy Evans und Madge Muir in Belfast bei und wurde dann selbst verhaftet, weil sie Steine gegen die Fenster des Gerichts geworfen hatte. Metge half bei der Betreuung der am 26. Juli aus gesundheitlichen Gründen vorzeitig entlassenen Evans während ihres Hungerstreiks im Gefängnis von Tullamore.
Am 31. Juli 1914 legte Metge zusammen mit Evans, Maud Wickham und einer Miss D. Carson eine Bombe in die anglikanische Kathedrale von Lisburn, die mitten in der Nacht explodierte. Das Dynamit sprengte das älteste Glasfenster im Altarraum der Kathedrale, was die Bewohner empörte. Die Polizei war zunächst zum Gaswerk gegangen, weil sie dachte, es sei in die Luft geflogen, fand dann aber in der Kathedrale die Beschädigung des Fensters und Flugblätter der Suffragetten, die zwischen den Glasscherben und Trümmern herumlagen.
Metge war aufgrund ihrer bekannten militanten Haltung verdächtig, und auch, weil die Fußspuren der Frauen eine schlammige Spur direkt hinter Metges Haus hinterlassen hatten. Metge und ihre Mitverschwörerinnen wurden am nächsten Tag um 8 Uhr morgens verhaftet, mussten aber bei ihrer Festnahme Polizeischutz in Anspruch nehmen, da Flaschen, Steine und Schlamm geworfen und die Fenster des Hauses eingeschlagen wurden. Jegliche Sympathie ging weiter verloren, als die Regierung erklärte, sie werde die lokalen (Steuer-)Sätze erhöhen, um die Kosten für die Beseitigung der Schäden an der Kathedrale zu decken.
Metge und die anderen wurden in Untersuchungshaft im Crumlin Road Prison gebracht und traten in den Hungerstreik. Im Prozess wurden nicht nur die Fußspuren und ein Leinentaschentuch vom Tatort, sondern auch weitere Beweise vorgelegt, darunter vier Paar schlammige Stiefel und feuchte Mäntel mit abgebrannten Zündhölzern in den Taschen aus Metges Haus. Ein örtlicher Ladenbesitzer sagte aus, dass Metge einige Monate zuvor um Dynamit gebeten hatte, um „einen Baum in ihrem Garten in die Luft jagen“. Wie bei anderen Suffragetten-Verfahren kooperierten die angeklagten Frauen nicht mit dem Gericht und störten soweit es ging. Metge verlangte, freigelassen zu werden: „Es gibt ein Gesetz für Frauen und ein anderes für Männer. Eine Frau kann hier keine Gerechtigkeit bekommen.“
Eine Verurteilung erfolgte trotz der eindeutigen Beweise nicht. Die Frauen wurden im Rahmen der allgemeinen Amnestie, die den Suffragetten im Rahmen des Stillhalteabkommens zwischen der WSPU und der Regierung bei Kriegsausbruch im August gewährt wurde, freigelassen. Die Freilassung von Metge war jedoch auch an die Bedingung geknüpft, dass sie keine weiteren Aktivitäten unternahm.
Metge wurde von der WSPU mit Datum 10. August 1914 mit der sogenannten „Hungerstreikmedaille“ For Valour geehrt, die sich heute im Lisburn Museum befindet.
Metge führte während des Krieges weiter friedliche Kampagnen für die Rechte der Frauen durch, schrieb für den Citizen und arbeitete mit anderen Suffragetten zusammen. Sie leitete eine Kampagne der Women’s Freedom League (WFL) im Nordosten Englands, die in Newcastle upon Tyne gestartet wurde und Ada Broughton als Hauptrednerin zum Thema „Abstinenz“ brachte. Dorothy Evans sprach in Gosforth über „die Pflicht zum zivilen Ungehorsam“, und die frisch aus der Haft entlassene Emily Davison sammelte für das Frauenwahlrecht. Mit dem Parliament (Qualification of Women) Act 1918 und nach dem Selbstmord ihrer Tochter gab Metge ihren Aktivismus auf.
Als Dorothy Evans 1944 starb, hinterließ sie Metge im Testament eine goldene Uhr, die ihr von „Belfast suffragette friends“ geschenkt worden war.
Metge selbst starb 1954 in Dublin und wurde auf dem Deansgrange Cemetery begraben.